# ترودی برک
ترودی برک (انگلیسی: Trudy Burke؛ زادهٔ ۱۵ آوریل ۱۹۹۱) بازیکن فوتبال اهل استرالیا است.